# Trädlärkan 7

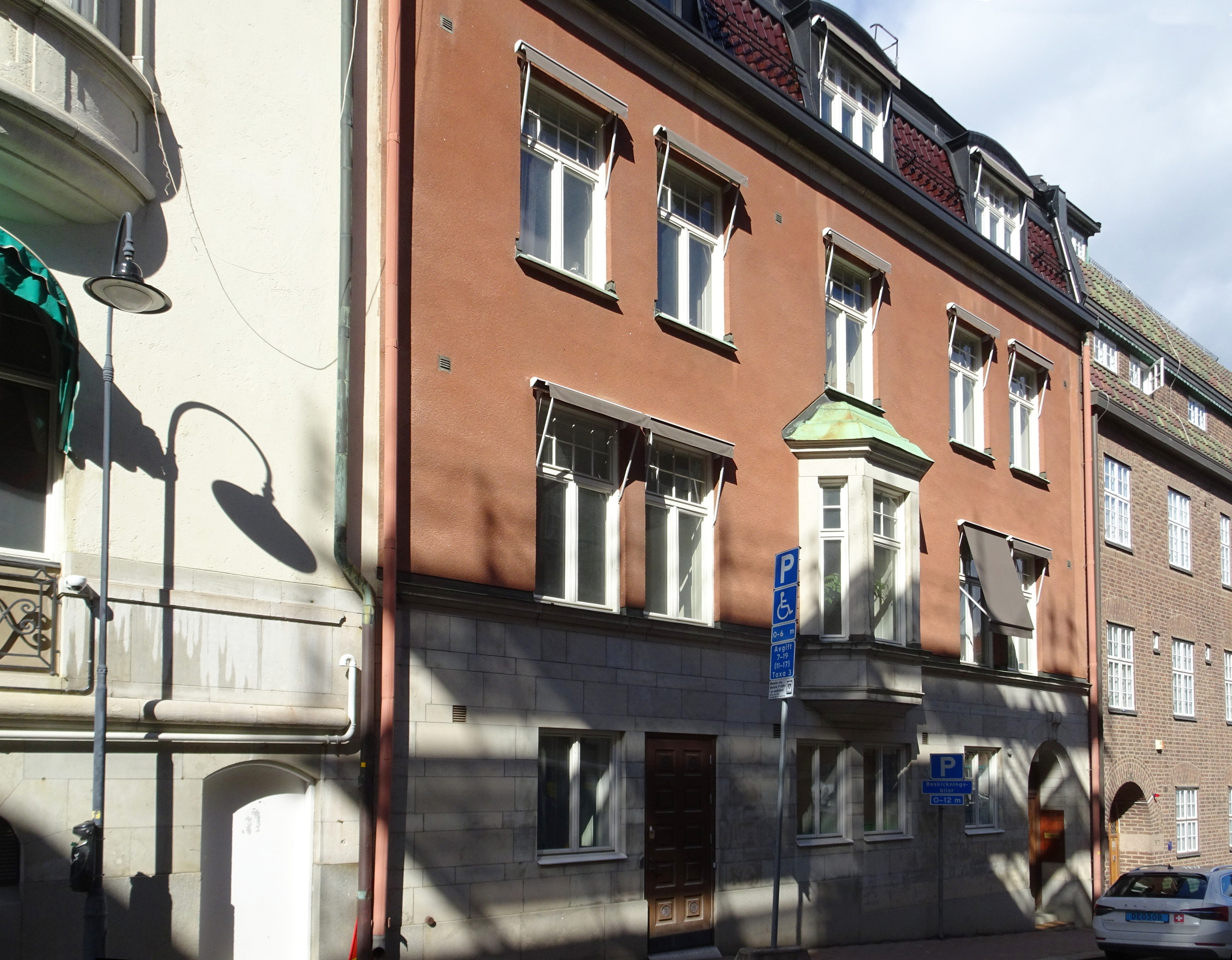
Trädlärkan 7, Sköldungagatan 7, 2022.

Trädlärkan 7 är en kulturhistoriskt värdefull före detta villafastighet i kvarteret Trädlärkan i Lärkstaden på Östermalm i Stockholm. Huset vid Sköldungagatan 7 uppfördes 1910–1911 för grosshandlaren Hugo Brusell efter ritningar av arkitekten Carl August Carlsson. Fastigheten är grönmärkt av Stadsmuseet i Stockholm, det innebär "särskilt värdefull från historisk, kulturhistorisk, miljömässig eller konstnärlig synpunkt".

## Bakgrund

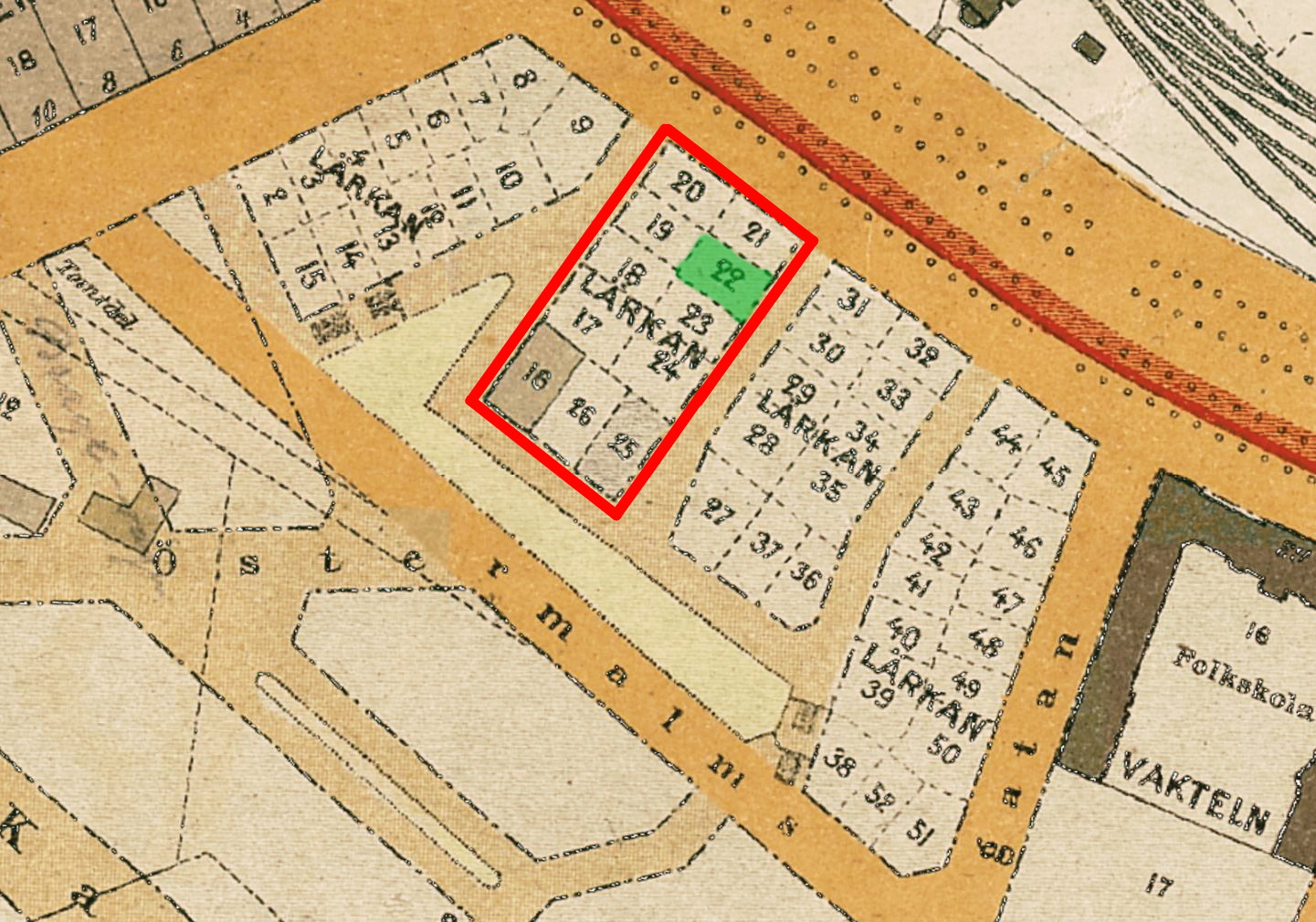
Kvarteret Lärkan 1909 tomt nr 22 (grön), nuvarande Trädlärkan 7.

I februari 1909 började Stockholms stad genom auktioner försäljningen av villatomter i kvarteret Lärkan och i december 1912 var samtliga 51 fastigheter (nr 2–52, nr 1 fanns inte) sålda. Markägaren, Stockholms stad, sålde Lärkans tomter inte i form av tomträtter utan som "fri och egen grund". Målgruppen var den välbeställda borgarklassen som önskade bo i eget hem i innerstadens närhet. En av dem var grosshandlaren Hugo Brusell som i december 1909 förvärvade Lärkans tomt nr 22 (senare namnändrad till Trädlärkan 7). Fastigheten omfattade en areal om 333,5 kvadratmeter med en nästan kvadratisk byggrätt och en nio meter bred trädgårdstomt i väster.

## Byggnadsbeskrivning

### Exteriör

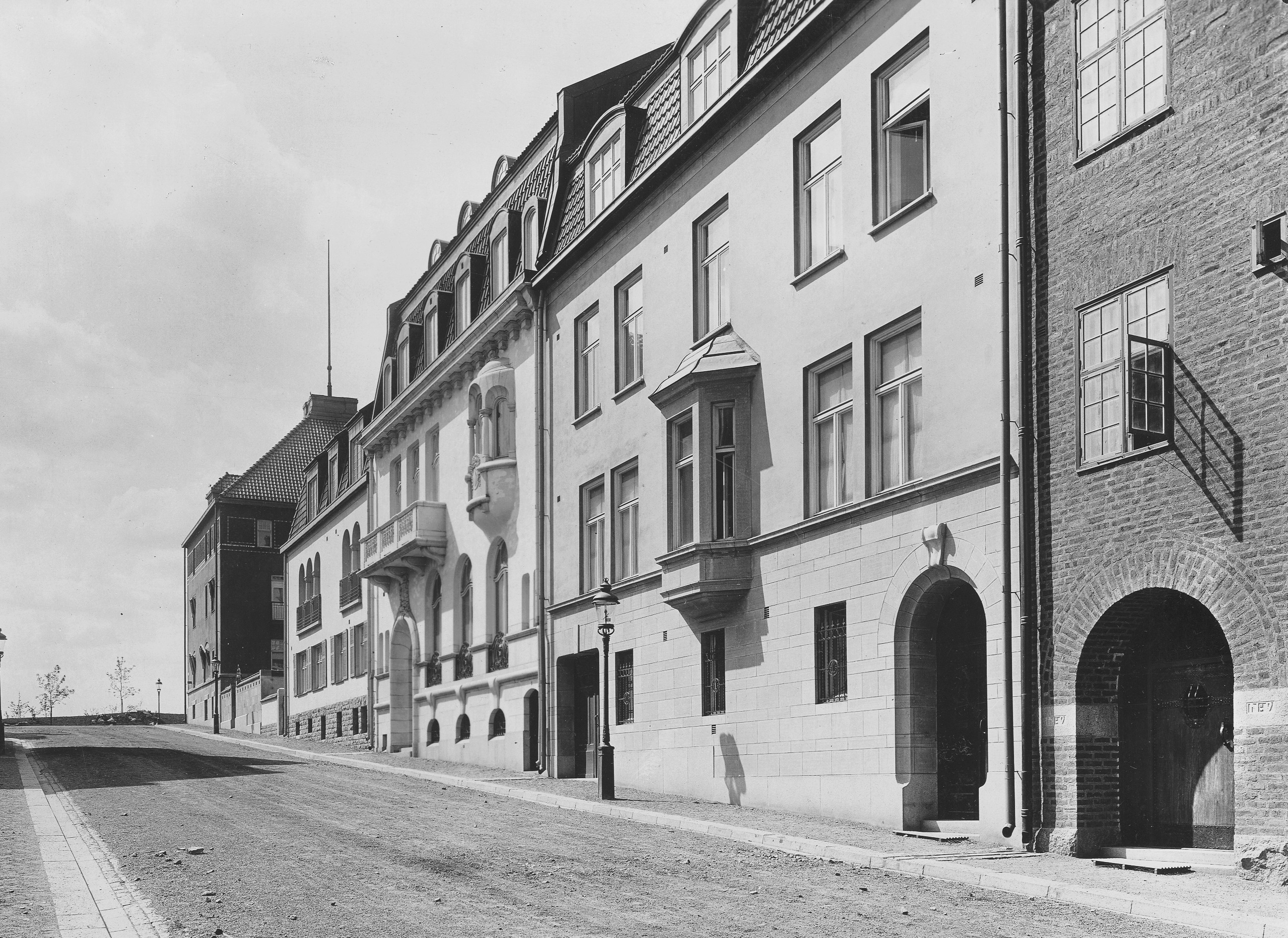
Trädlärkan 7 (närmast), därefter Trädlärkan 8 och Trädlärkan 9, 1911.

Stadsvillan för Brusell och familj uppfördes av byggmästaren Harald Fallström i tre våningar och utbyggd vindsplan. Fasaden i höjd med bottenvåningen kläddes med ljusgrå natursten, däröver putsad. Fasaden är symmetrisk uppbyggd där mittpartiet betonas av ett burspråk på våning en trappa. Även det är klätt i natursten. Entréporten placerades till höger och är djupt indragen i en välvd portal. Porten är av ek med två ovala fönsteröppningar, överstycket är glasat.  Till vänster hade byggherren ursprungligen en garageport med plats för sin automobil innanför (numera omgjord med fönster och enkeldörr). Yttertaket täcktes med glaserat taktegel.

### Interiör
Det var vanligt bland nybyggarna i Lärkan att hyra ut några rum, exempelvis med så kallade ”dubbletter” (två rum med dusch dock utan kök), men det stred mot stadens intentioner att här skulle det finnas enbart enfamiljsvillor. Endast 21 av de 51 tomterna bebyggdes med egentliga villor för ett hushåll. Speciellt i kvarteret Piplärkan byggdes villor som rymde upp till tio lägenheter i ett och samma hus.
Brusells villa hörde inte heller till undantagen och ritades som en enfamiljsvilla med en lägenhet om två rum och kök på vinden ”för chauffören” vilket tilläts enligt Lärkans stadsplanebestämmelser.  Av Stockholms adresskalender framgår att denna lägenhet hyrdes ut externt. Familjens paradvåning med salong, sal och herrum låg på våning en trappa och sovrumsavdelningen med föräldrarnas sovrum, barnkammare och liknade på våning två trappor. Däremellan fanns en interntrappa.
Rumsfördelningen var enligt arkitektritningarna från 1909 följande:
- Källarvåning – under del av huset, oinredd
- Bottenvåning – entré och trapphall, automobilgarage, pannrum, förråd, domestikrum (mot gatan), tvättstuga, strykrum och kök (mot gården)
- Våning 1 trappa – hall, salong (med burspråk) och herrum mot gatan, hall, matsal och serveringsrum mot gården
- Våning 2 trappor – övre hall, barnkammare och två rum mot gatan, sängkammare, badrum och domestikrum mot gården
- Våning 3 trappor (vindsvåning) – biljardrum och gästrum mot gatan, lägenhet om två rum och kök mot gården

### Originalritningar från 1909 och 1910

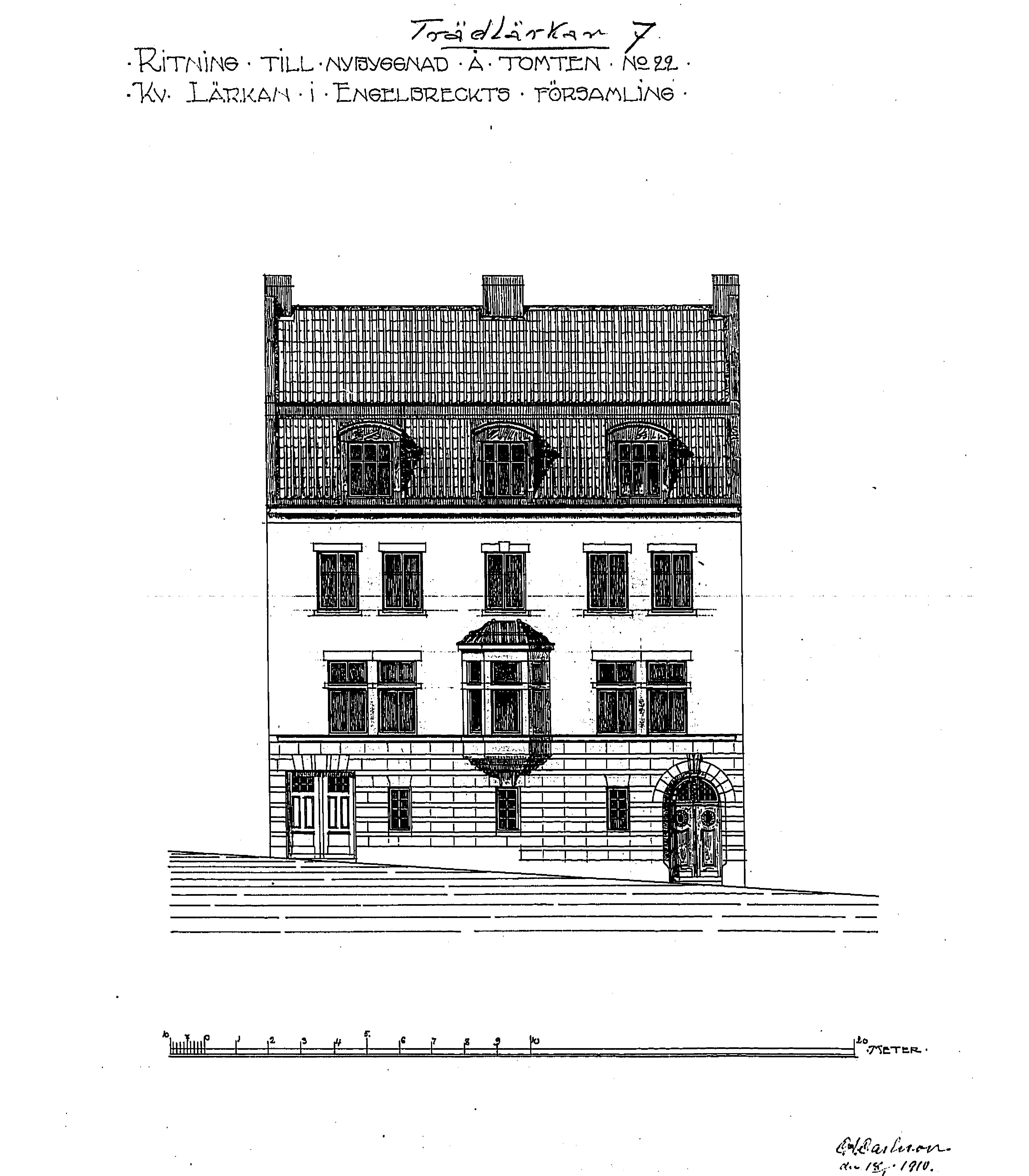
Fasad mot gatan.
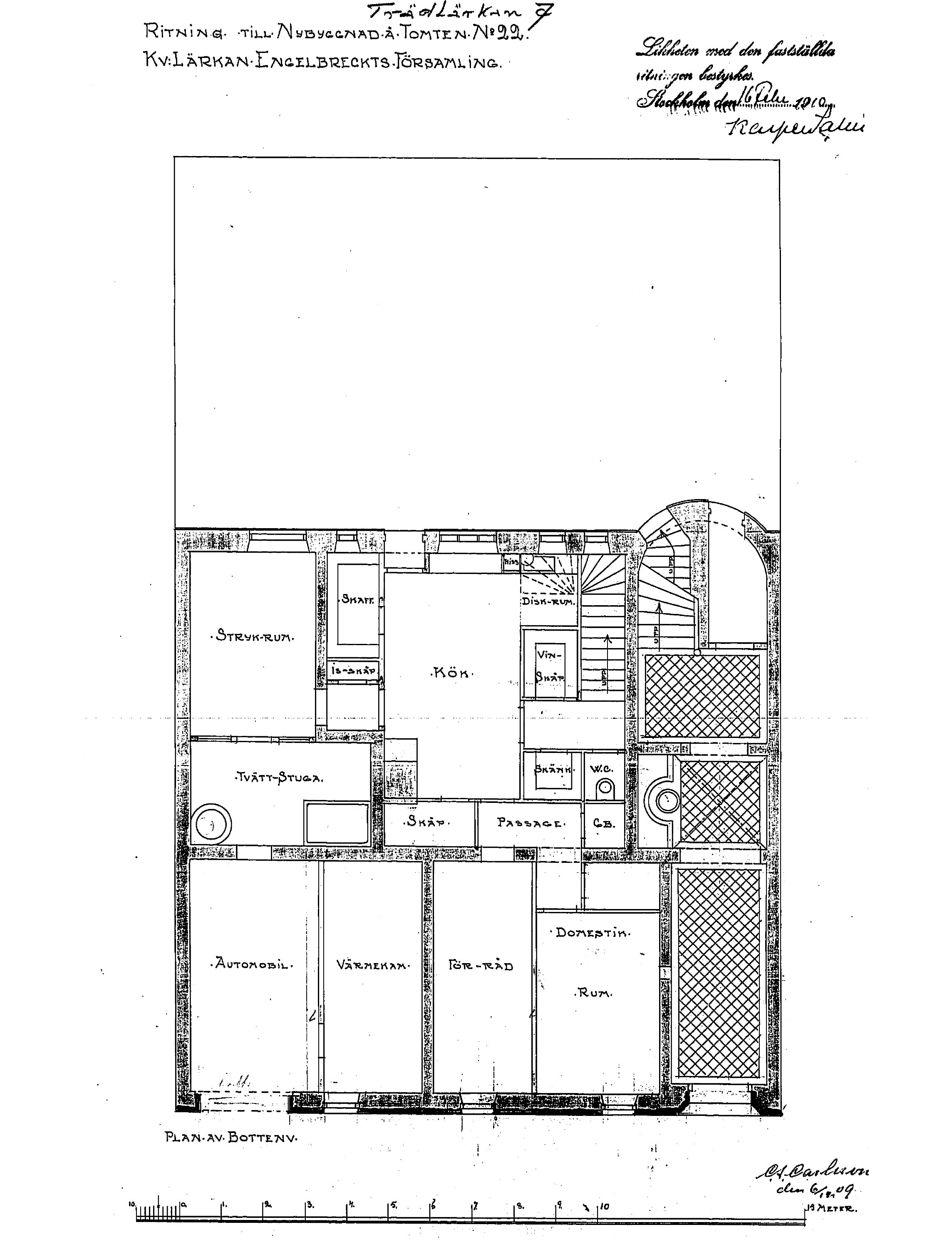
Bottenvåning.
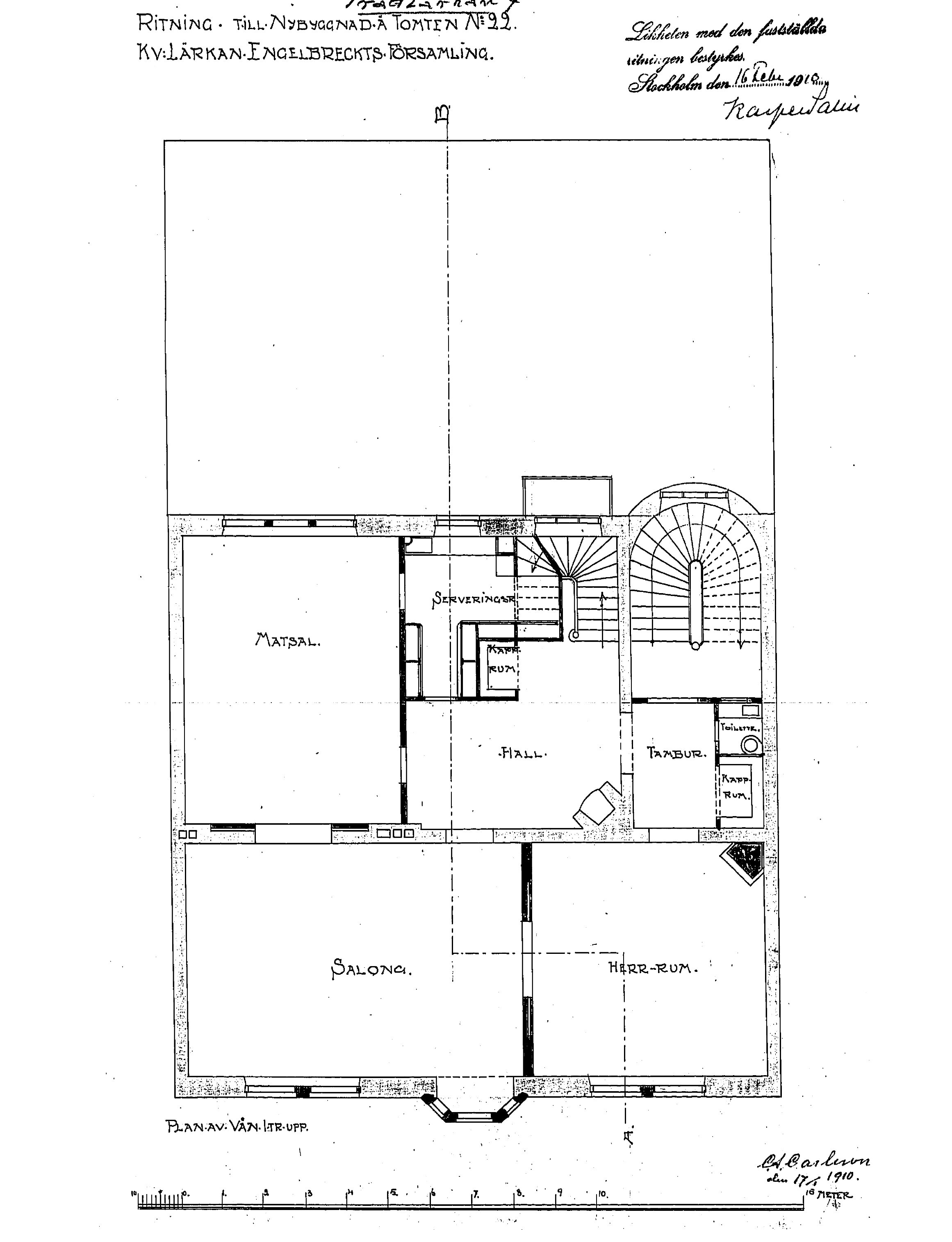
Våning 1 trappa.
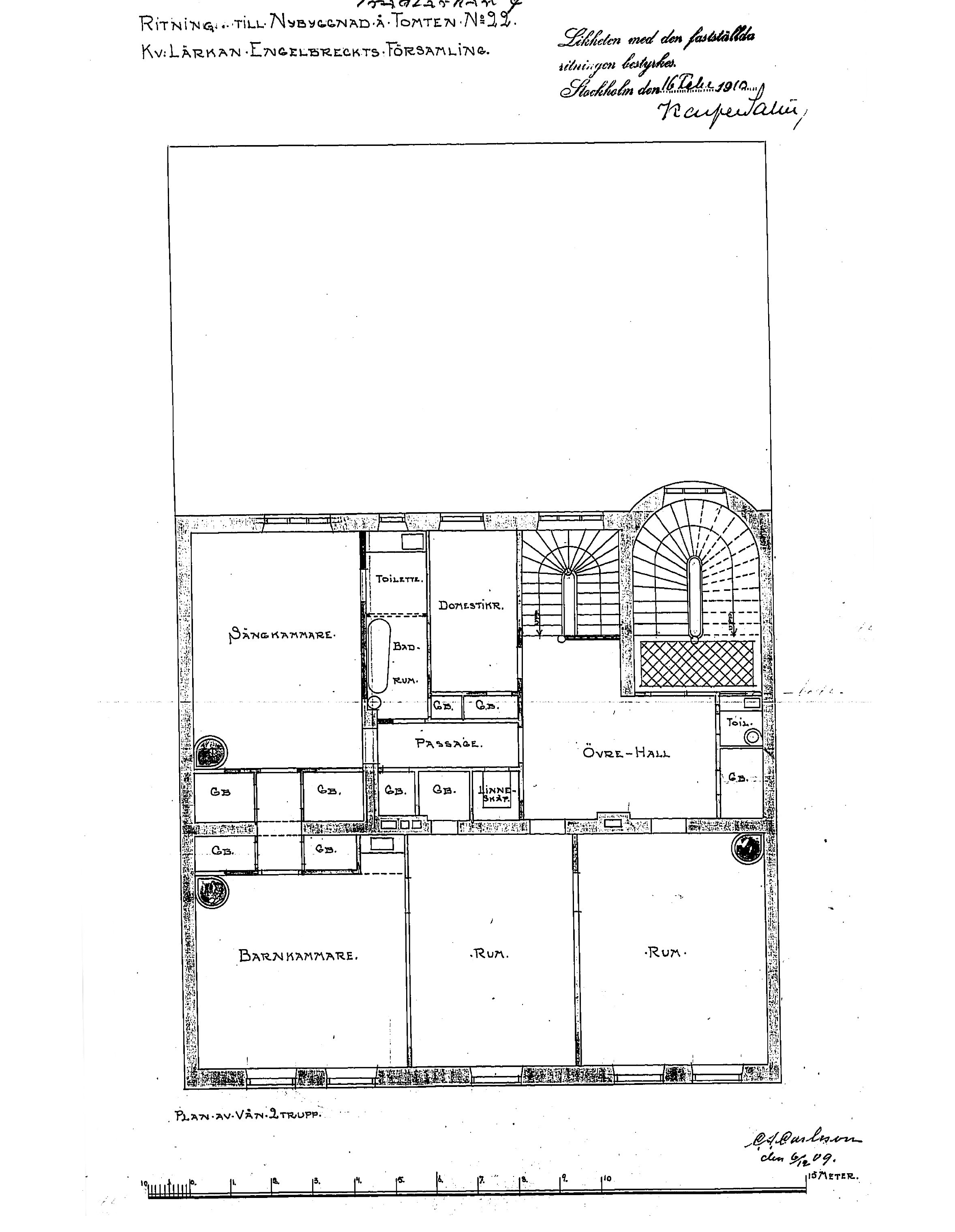
Våning 2 trappor.
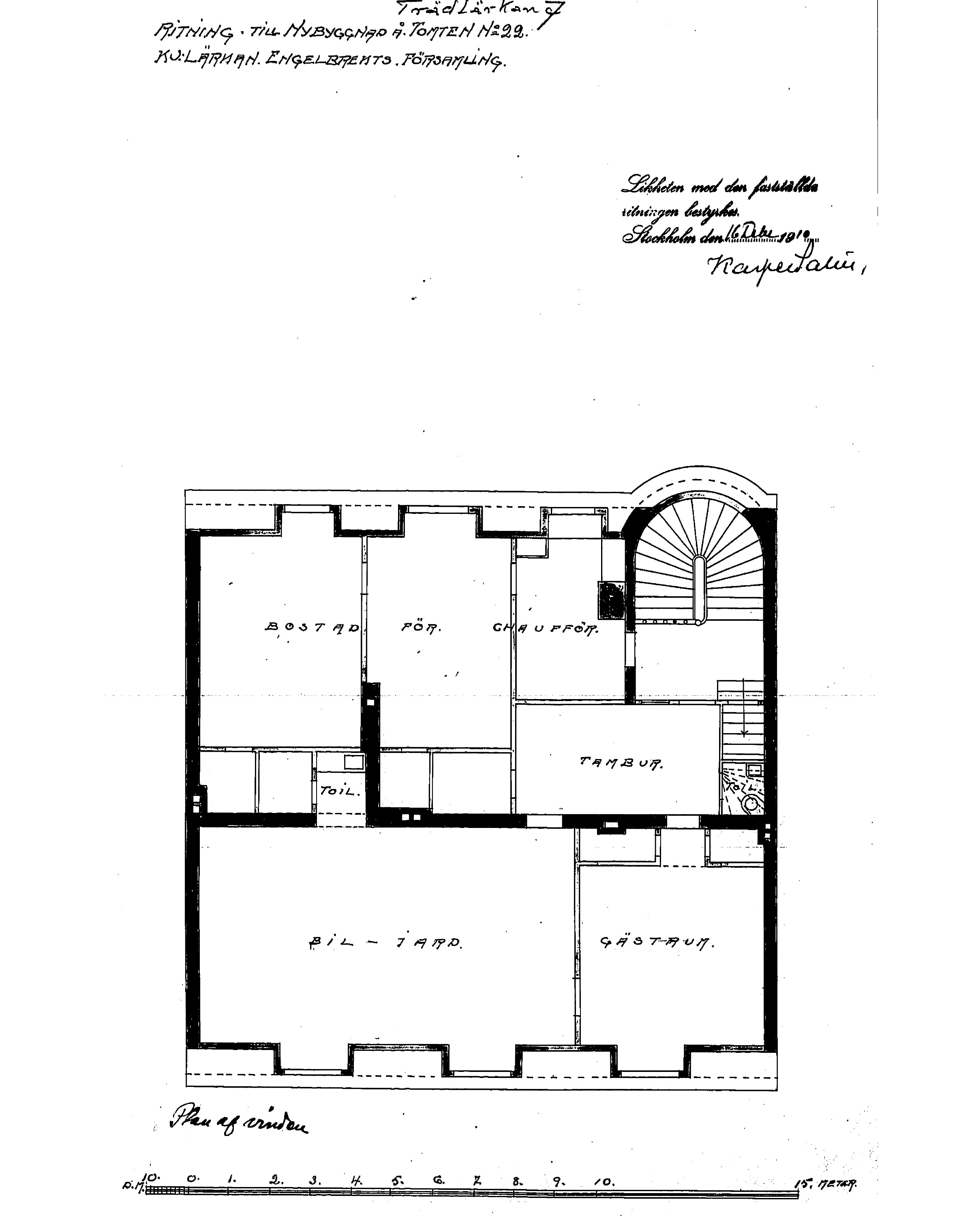
Vindsvåning.
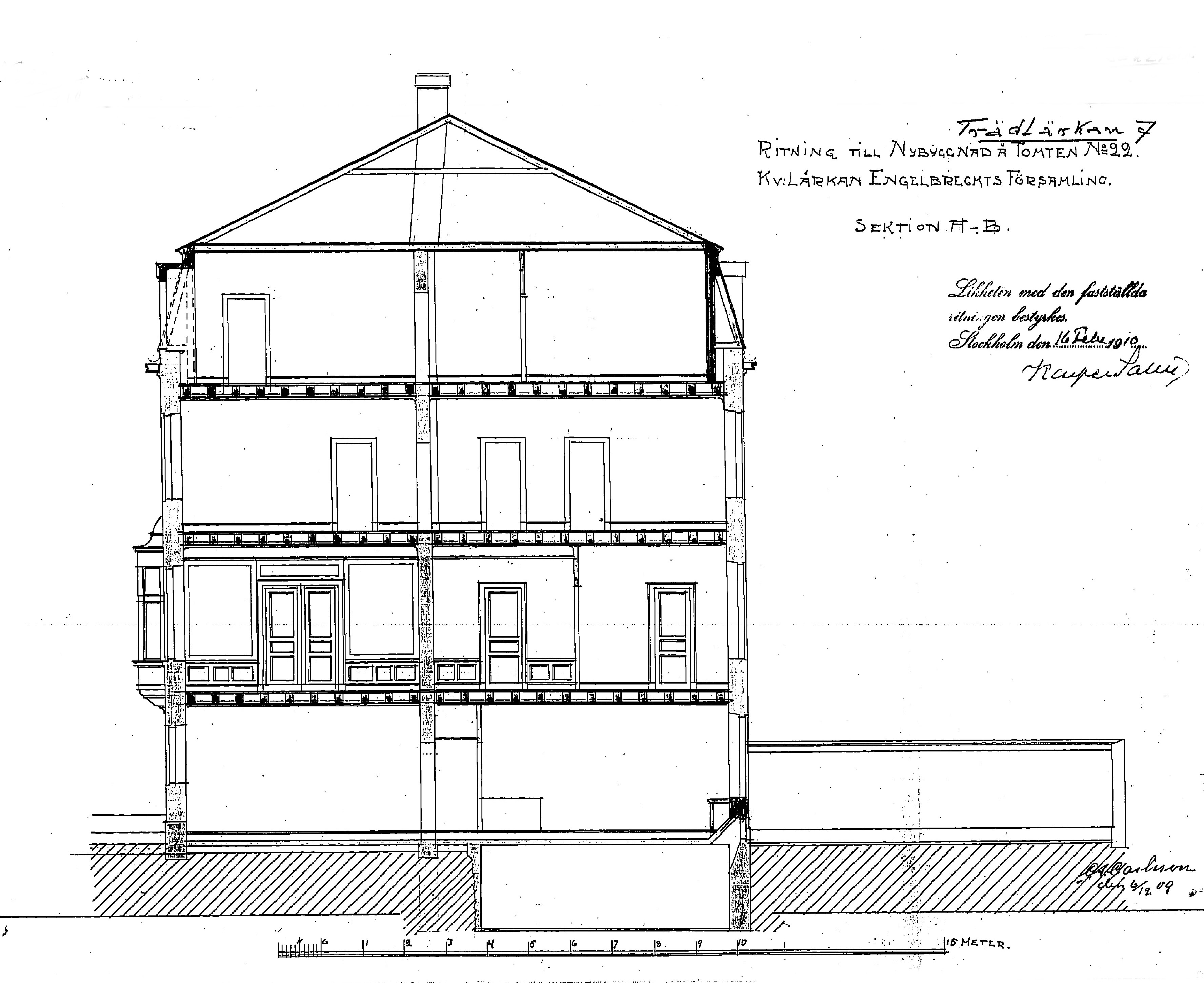
Sektion.

## Ägare och ändringar

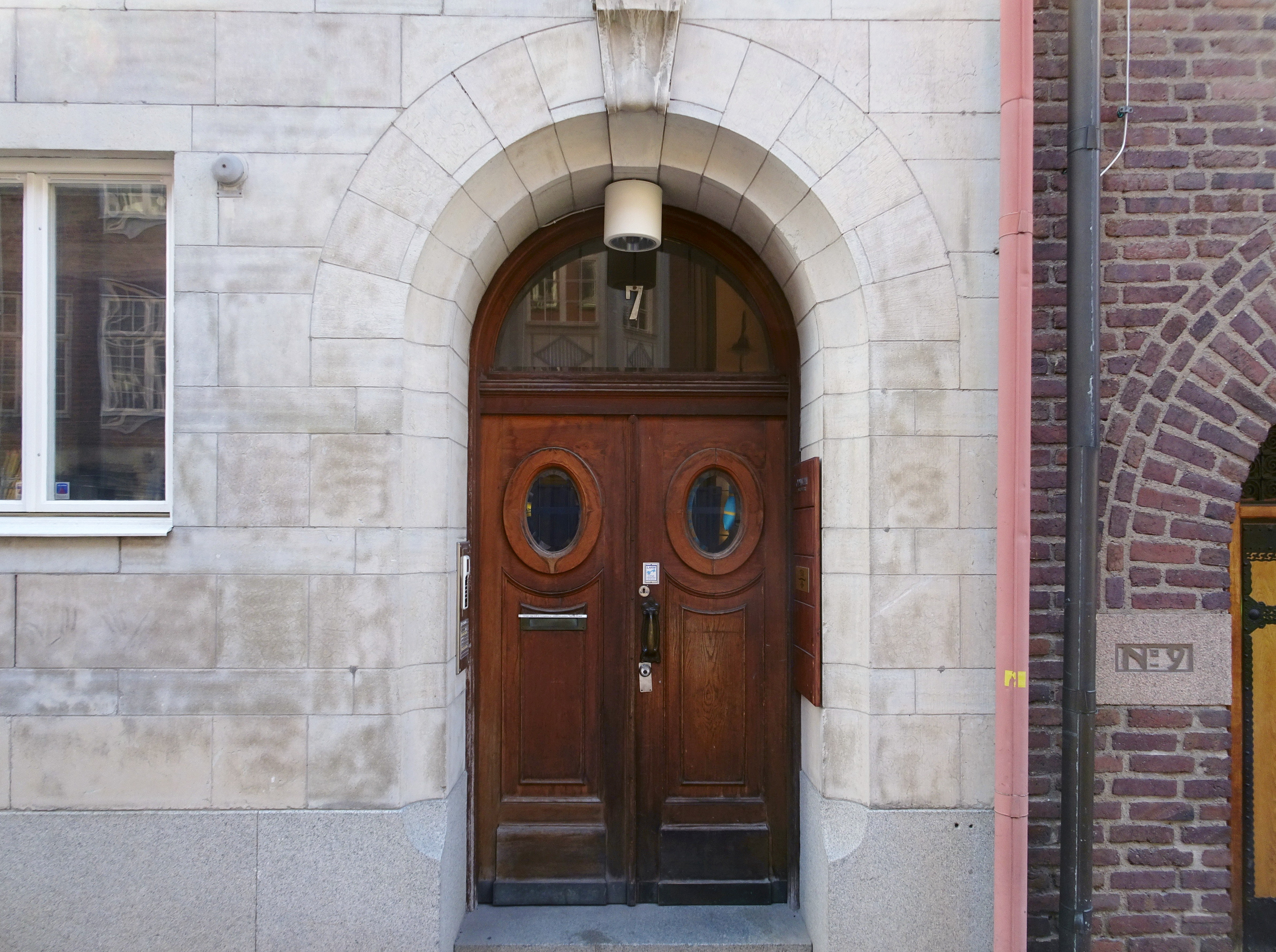
Entrén, 2022.

Omkring år 1915 uppges en grosshandlare Seymer som ägare och 1917 en advokat Olsson. Därefter vandrade fastigheten genom många händer. 1943 uppdelades våning en och två trappor till två separata lägenheter och den interna trappan sattes igen. 1948–1949 ombyggdes huset till internatskola för dövstumma i Tysta skolan, arkitekt Carl Åkerblad. Tysta skolan existerade på denna adress till 1971. På 1970-talet följde ytterligare ombyggnader och Hörselfrämjandets Riksförbund uppges som fastighetsägare. På 1980-talet inreddes kallvinden för Hörselfrämjandets Riksförbund. Idag (2022) ägs fastigheten av Lärkstadens Företagshus AB som hyr ut husets kontorslokaler.